# Trichorondonia
Trichorondonia es un género de escarabajos longicornios de la tribu Acanthocinini.

## Especies
- Trichorondonia hybolasioides Breuning, 1965
- Trichorondonia pilosipes (Pic, 1907)